# Syndowie

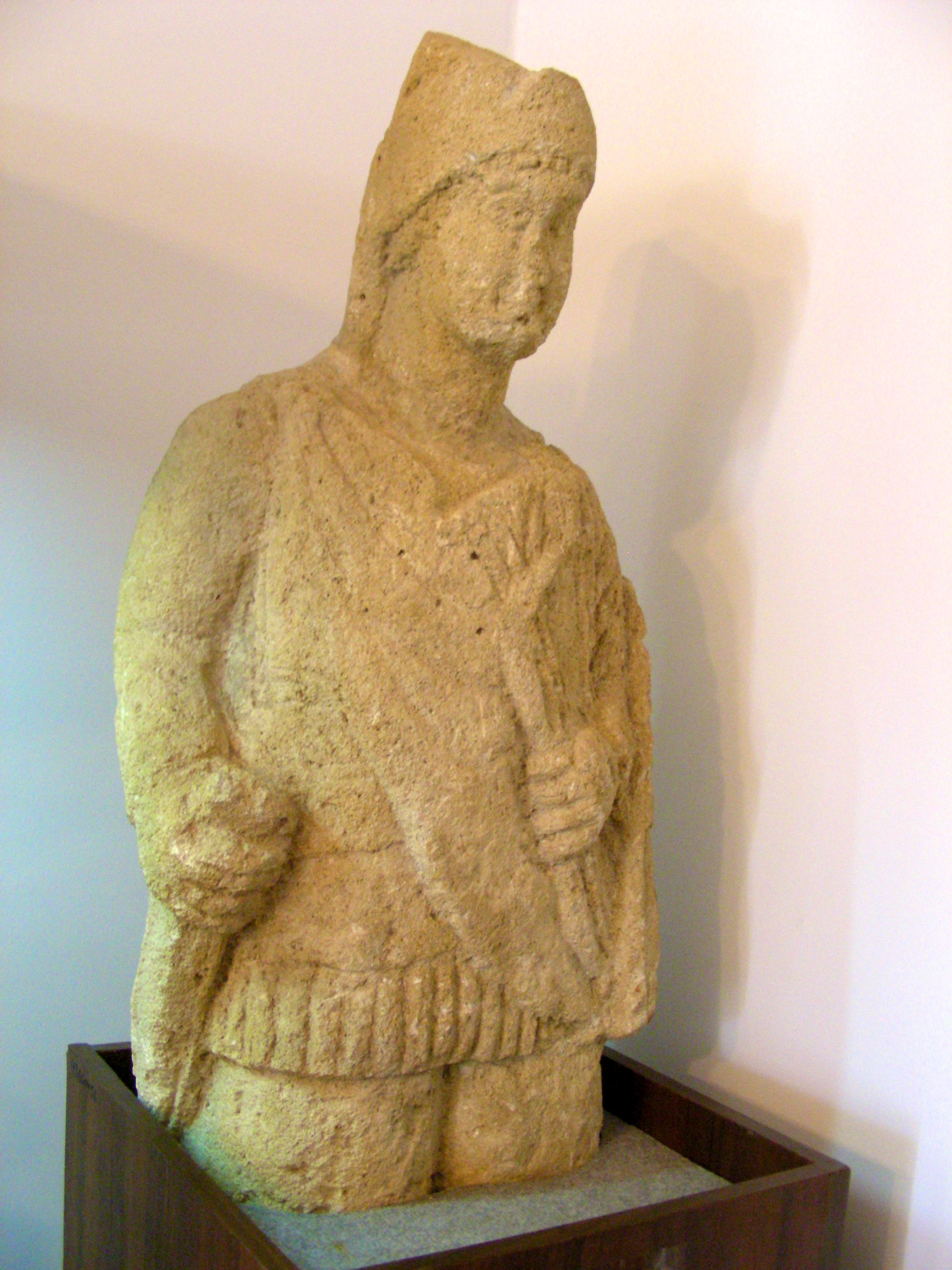
Rzeźba wojownika Syndi
(Kerczeńskie Muzeum Archeologiczne)

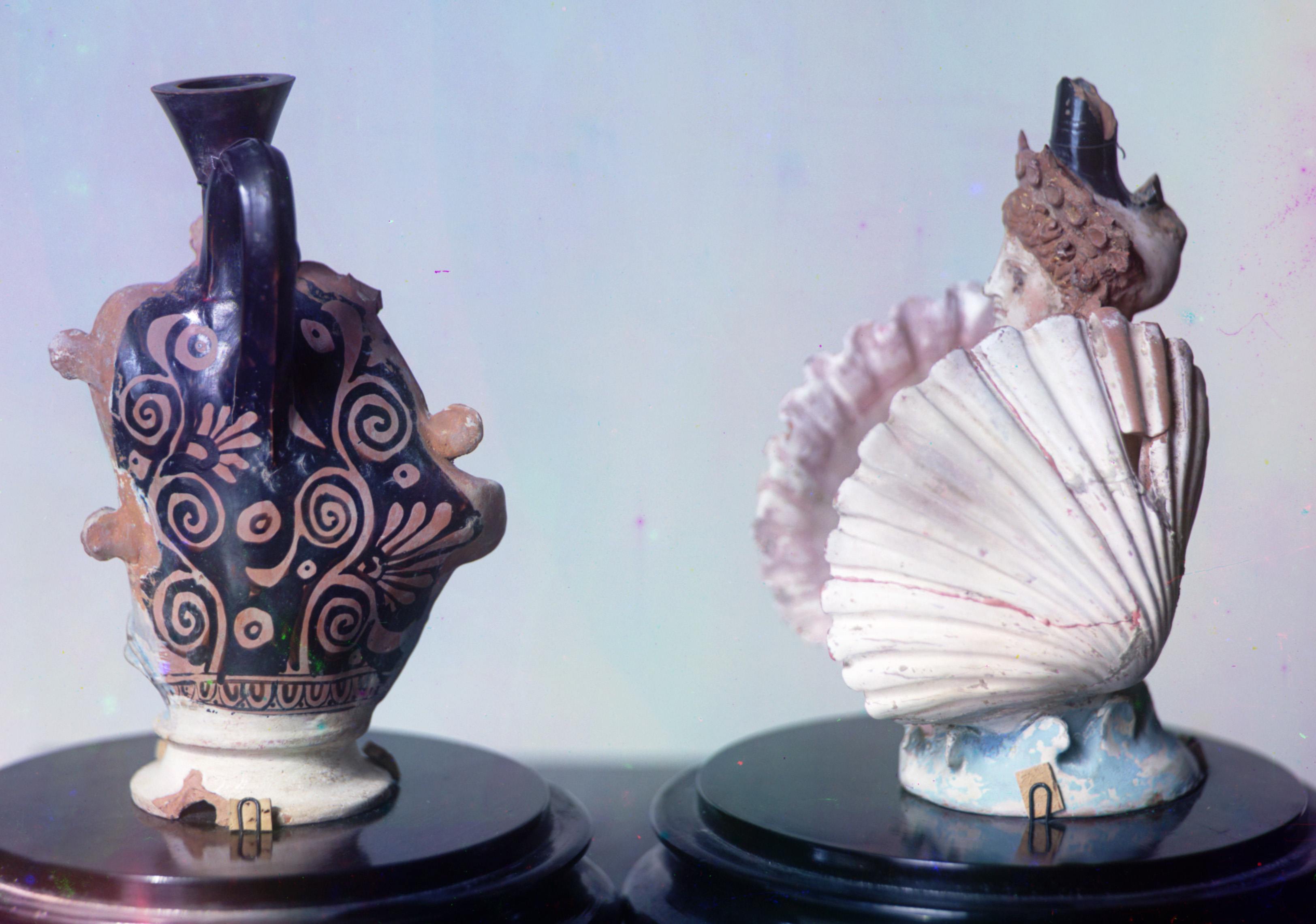
Dawna ceramika terakotowa pochodząca z syndyjskiej nekropoli koło Fanagorii (fotografia Prokudina-Gorskiego, ok. 1912)

Syndowie (Sindi, stgr. Σινδοί) – starożytny lud wzmiankowany m.in. przez Herodota, jedno z licznych plemion meockich zamieszkujące Półwysep Tamański i sąsiednie wybrzeża Morza Czarnego (Pontus Euxinus).
W V wieku p.n.e. Syndowie znaleźli się w strefie wpływów Królestwa Bosporańskiego, a ich kultura uległa hellenizacji. W pierwszych wiekach naszej ery zostali wchłonięci przez Sarmatów.